# Pentacitrotus
Pentacitrotus is een geslacht van vlinders van de familie bladrollers (Tortricidae), uit de onderfamilie Tortricinae.

## Soorten
- P. leechi Diakonoff, 1970
- P. maculatus Kawabe, 1993
- P. quercivorus Diakonoff, 1950
- P. tetrakore (Wileman & Stringer, 1929)
- P. vulneratus Butler, 1881